# Herotilapia multispinosa
Genre
Espèce
Herotilapia multispinosa est une espèce de poissons perciformes, la seule espèce du genre Herotilapia.